# Équipe d'Angleterre de football à la Coupe du monde 1958
L'équipe d'Angleterre de football est éliminée au premier tour de la Coupe du monde 1958 à la suite d'un match d'appui contre l'Union soviétique.

## Effectif
| Numéro / Nom       | Numéro / Nom        | Club                    | Date de naissance | J.              | Buts            |                 |                 |                 |
| Gardiens de but    | Gardiens de but     | Gardiens de but         | Gardiens de but   | Gardiens de but | Gardiens de but | Gardiens de but | Gardiens de but | Gardiens de but |
| ------------------ | ------------------- | ----------------------- | ----------------- | --------------- | --------------- | --------------- | --------------- | --------------- |
| 1                  | Colin McDonald      | Burnley                 | 15 octobre 1930   | 0               | 0               | 0               | 0               | 0               |
| 12                 | Eddie Hopkinson     | Bolton Wanderers        | 29 octobre 1935   | 0               | 0               | 0               | 0               | 0               |
| 13                 | Alan Hodgkinson     | Sheffield United        | 16 août 1936      | 0               | 0               | 0               | 0               | 0               |
| Défenseurs         |                     |                         |                   |                 |                 |                 |                 |                 |
| 2                  | Don Howe            | West Bromwich Albion    | 12 octobre 1935   | 0               | 0               | 0               | 0               | 0               |
| 3                  | Tommy Banks         | Bolton Wanderers        | 10 novembre 1929  | 0               | 0               | 0               | 0               | 0               |
| 4                  | Eddie Clamp         | Wolverhampton Wanderers | 14 septembre 1934 | 0               | 0               | 0               | 0               | 0               |
| 14                 | Peter Sillett       | Chelsea                 | 1er février 1933  | 0               | 0               | 0               | 0               | 0               |
| 15                 | Ronnie Clayton      | Blackburn Rovers        | 5 août 1934       | 0               | 0               | 0               | 0               | 0               |
| 16                 | Maurice Norman      | Tottenham Hotspur       | 8 mai 1934        | 0               | 0               | 0               | 0               | 0               |
| Milieux de terrain |                     |                         |                   |                 |                 |                 |                 |                 |
| 5                  | Billy Wright        | Wolverhampton Wanderers | 6 février 1924    | 0               | 0               | 0               | 0               | 0               |
| 6                  | Bill Slater         | Wolverhampton Wanderers | 29 avril 1927     | 0               | 0               | 0               | 0               | 0               |
| 7                  | Bryan Douglas       | Blackburn Rovers        | 27 mai 1934       | 0               | 0               | 0               | 0               | 0               |
| 20                 | Bobby Charlton      | Manchester United       | 11 octobre 1937   | 0               | 0               | 0               | 0               | 0               |
| Attaquants         |                     |                         |                   |                 |                 |                 |                 |                 |
| 8                  | Bobby Robson        | West Bromwich Albion    | 18 février 1933   | 0               | 0               | 0               | 0               | 0               |
| 9                  | Derek Kevan         | West Bromwich Albion    | 6 mars 1935       | 0               | 0               | 0               | 0               | 0               |
| 10                 | Johnny Haynes       | Fulham                  | 17 octobre 1934   | 0               | 0               | 0               | 0               | 0               |
| 11                 | Tom Finney          | Preston North End       | 5 avril 1922      | 0               | 0               | 0               | 0               | 0               |
| 17                 | Peter Brabrook      | Chelsea                 | 8 novembre 1937   | 0               | 0               | 0               | 0               | 0               |
| 18                 | Peter Broadbent     | Wolverhampton Wanderers | 15 mai 1933       | 0               | 0               | 0               | 0               | 0               |
| 19                 | Bobby Smith         | Tottenham Hotspur       | 22 février 1933   | 0               | 0               | 0               | 0               | 0               |
| 21                 | Alan A'Court        | Liverpool               | 30 septembre 1934 | 0               | 0               | 0               | 0               | 0               |
| 22                 | Maurice Setters     | West Bromwich Albion    | 20 juillet 1938   | 0               | 0               | 0               | 0               | 0               |
| Sélectionneur      |                     |                         |                   |                 |                 |                 |                 |                 |
|                    | Walter Winterbottom |                         | 31 mars 1913      |                 |                 |                 |                 |                 |

## Qualification
L'Angleterre se qualifie en finissant première d'un groupe comprenant l'Irlande et le Danemark.

## La coupe du monde

### Premier tour
| Classement final |                  |     |   |   |   |   |    |    |      |
|                  | Équipe           | Pts | J | G | N | P | BP | BC | Diff |
| 1                | Brésil           | 5   | 3 | 2 | 1 | 0 | 5  | 0  | +5   |
| 2                | Angleterre       | 3   | 3 | 0 | 3 | 0 | 4  | 4  | 0    |
| 3                | Union soviétique | 3   | 3 | 1 | 1 | 1 | 4  | 4  | 0    |
| 4                | Autriche         | 1   | 3 | 0 | 1 | 2 | 2  | 7  | -5   |

| 8 juin        | Brésil           | 3 | 0 | Autriche         |
| 8 juin        | Union soviétique | 2 | 2 | Angleterre       |
| 11 juin       | Union soviétique | 2 | 0 | Autriche         |
| 11 juin       | Brésil           | 0 | 0 | Angleterre       |
| 15 juin       | Autriche         | 2 | 2 | Angleterre       |
| 15 juin       | Brésil           | 2 | 0 | Union soviétique |
| Match d'appui |                  |   |   |                  |
| 17 juin       | Union soviétique | 1 | 0 | Angleterre       |

| 8 juin 1958                       | Union soviétique             | 2 - 2 | Angleterre                    | Ullevi, Göteborg                          |                                           |
| 19:00 · Historique des rencontres | Simonian 13e · A. Ivanov 55e |       | Kevan 66e · Finney 85e (pen.) | Spectateurs : 49 000 Arbitrage : M. Zsolt | Spectateurs : 49 000 Arbitrage : M. Zsolt |
| 19:00 · Historique des rencontres | (Rapport)                    |       |                               | Spectateurs : 49 000 Arbitrage : M. Zsolt | Spectateurs : 49 000 Arbitrage : M. Zsolt |

| 11 juin 1958                      | Brésil    | 0 - 0 | Angleterre | Ullevi, Göteborg                          |                                           |
| 19:00 · Historique des rencontres |           |       |            | Spectateurs : 41 000 Arbitrage : M. Dusch | Spectateurs : 41 000 Arbitrage : M. Dusch |
| 19:00 · Historique des rencontres | (Rapport) |       |            | Spectateurs : 41 000 Arbitrage : M. Dusch | Spectateurs : 41 000 Arbitrage : M. Dusch |

| 15 juin 1958                      | Angleterre             | 2 - 2 | Autriche                | Ryavallen, Borås                                |                                                 |
| 19:00 · Historique des rencontres | Haynes 56e · Kevan 73e |       | Koller 16e · Körner 70e | Spectateurs : 17 000 Arbitrage : Jan Bronkhorst | Spectateurs : 17 000 Arbitrage : Jan Bronkhorst |
| 19:00 · Historique des rencontres | (Rapport)              |       |                         | Spectateurs : 17 000 Arbitrage : Jan Bronkhorst | Spectateurs : 17 000 Arbitrage : Jan Bronkhorst |

| 17 juin 1958 Match d'appui        | Union soviétique | 1 - 0 | Angleterre | Ullevi, Göteborg                          |                                           |
| 19:00 · Historique des rencontres | Iline 68e        |       |            | Spectateurs : 23 000 Arbitrage : M. Dusch | Spectateurs : 23 000 Arbitrage : M. Dusch |
| 19:00 · Historique des rencontres | (Rapport)        |       |            | Spectateurs : 23 000 Arbitrage : M. Dusch | Spectateurs : 23 000 Arbitrage : M. Dusch |